# 418 Alemannia
418 Alemannia este un asteroid din centura principală, descoperit pe 7 septembrie 1896, de Max Wolf.